# 부여향교
부여향교(扶餘鄕校)는 대한민국 충청남도 부여군 부여읍에 있는 조선시대의 향교이다. 1997년 12월 23일 충청남도 기념물 제125호로 지정되었다.

## 개요
향교는 공자와 여러 성현께 제사를 지내고 지방민의 교육과 교화를 위해 나라에서 세운 교육기관이다.
부여향교는 언제 세웠는지 잘 알 수 없으나 조선 전기에 세운 것으로 보인다. 원래 부여읍 구교리의 서쪽 기슭에 세웠던 것을 18세기 중엽에 지금 있는 자리로 옮겼고, 여러 차례 보수를 거쳐 오늘에 이르고 있다.
건물의 전체적인 배치는 공부하는 공간인 명륜당이 앞쪽에 있고, 제사 공간인 대성전이 뒤쪽에 있어 전학후묘의 구조로 되어 있다.
명륜당은 앞면 5칸·옆면 2칸 규모로, 지붕은 옆면에서 볼 때 여덟 팔(八)자 모양인 팔작지붕 건물이다. 대성전은 앞면 3칸·옆면 3칸 규모로, 천장의 뼈대가 그대로 드러나 있는 연등천장으로 되어 있다. 안쪽에는 공자를 비롯한 중국의 성현들과 우리나라 선현들의 위패를 모시고 있다. 이외의 건물로 공부방인 수선재와 내삼문, 외삼문 등이 있다. 대성전 앞에는 다른 내삼문과는 달리 세 곳으로 나누고 협문을 두어 이를 대신하고 있다.
조선시대에는 국가로부터 토지·전적·노비 등을 지급받아 학생을 많이 가르쳤으나 갑오개혁 이후 교육 기능은 사라지고 지금은 봄·가을에 제사를 지내고 초하루와 보름에 분향을 하고 있다.

## 같이 보기
- 향교

## 참고 자료
- 부여향교 - 국가유산청 국가유산포털